# Trevor Cilia
Trevor Cilia (Floriana, 2 gennaio 1983) è un ex calciatore maltese, di ruolo attaccante.

## Caratteristiche tecniche
Trevor Cilia è un'ala.

## Carriera

### Club
Cresciuto nelle giovanili della Floriana Cilia debutta in Premier League a 17 anni. Nelle prime due stagioni gioca solo 4 partite, ma dalla stagione 2002-2003 diventa uno dei titolari della Floriana. Gioca 13 partite e realizza 2 marcature nella stagione 2002-03, per poi collezionare sempre più partite ed esperienza. Nel 2008, dopo otto stagioni si conclude la sua esperienza con i biancoverdi, con i quali ha disputato 135 partite e realizzato 21 reti in campionato. Nel 2008 il Birkirkara acquista Cilia. Viene schierato subito titolare nella nuova squadra: colleziona 23 presenze e 2 reti nella prima stagione. Nella seconda Cilia gioca 27 incontri di campionato e sigla 12 marcature, rendendosi protagonista della vittoria in campionato. Il 21 agosto 2010 segna al 118' la rete del 2-2 in Supercoppa di Malta contro Valletta: la rete di Cilia è vana perché due minuti più tardi la Valletta trova la rete del 2-3 ed vince la competizione. Il Birkirkara in Champions affronta e sconfigge il Santa Coloma, squadra andorrana: all'andata il Santa Coloma perde 3-0 a tavolino, al ritorno Cilia firma una doppietta (4-3). In seguito la squadra sarà sconfitta dagli slovacchi dello Žilina (3-1). In questa stagione Cilia realizza 4 reti in 16 incontri di campionato.

### Nazionali
Dal 1999 Cilia gioca in Under-16, Under-18 e Under-19 collezionando complessivamente 9 presenze ed una rete. In seguito gioca anche nell'Under-21, totalizzando 16 presenze senza reti. Esordisce nella Nazionale maggiore il 25 febbraio 2006 contro la Moldavia (0-2). Dopo aver giocato un'altra partita amichevole contro il Giappone nel 2006 a Düsseldorf (1-0), Cilia non viene convocato per quattro anni, fino al 3 marzo 2010, quando viene chiamato per la sfida amichevole contro la Finlandia (1-2).

## Statistiche

### Presenze e reti nei club
Statistiche aggiornate al 18 agosto 2012.
| Stagione          | Squadra           | Campionato        | Campionato | Campionato | Coppe nazionali | Coppe nazionali | Coppe nazionali | Coppe internazionali | Coppe internazionali | Coppe internazionali | Altre coppe | Altre coppe | Altre coppe | Totale | Totale |
| Stagione          | Squadra           | Comp              | Pres       | Reti       | Comp            | Pres            | Reti            | Comp                 | Pres                 | Reti                 | Comp        | Pres        | Reti        | Pres   | Reti   |
| ----------------- | ----------------- | ----------------- | ---------- | ---------- | --------------- | --------------- | --------------- | -------------------- | -------------------- | -------------------- | ----------- | ----------- | ----------- | ------ | ------ |
| 2000-2001         | Floriana          | PL                | 2          | 0          | CM              | ?               | ?               | -                    | -                    | -                    | -           | -           | -           | 2      | 0      |
| 2001-2002         | Floriana          | PL                | 2          | 0          | CM              | ?               | ?               | -                    | -                    | -                    | -           | -           | -           | 2      | 0      |
| 2002-2003         | Floriana          | PL                | 13         | 2          | CM              | ?               | ?               | -                    | -                    | -                    | -           | -           | -           | 13     | 2      |
| 2003-2004         | Floriana          | PL                | 26         | 3          | CM              | ?               | ?               | -                    | -                    | -                    | -           | -           | -           | 26     | 3      |
| 2004-2005         | Floriana          | PL                | 28         | 3          | CM              | ?               | ?               | -                    | -                    | -                    | -           | -           | -           | 28     | 3      |
| 2005-2006         | Floriana          | PL                | 20         | 4          | CM              | ?               | ?               | -                    | -                    | -                    | -           | -           | -           | 20     | 4      |
| 2006-2007         | Floriana          | PL                | 21         | 6          | CM              | ?               | ?               | -                    | -                    | -                    | -           | -           | -           | 21     | 6      |
| 2007-2008         | Floriana          | PL                | 23         | 3          | CM              | ?               | ?               | -                    | -                    | -                    | -           | -           | -           | 23     | 3      |
| 2008-2009         | Birkirkara        | PL                | 23         | 2          | CM              | ?               | ?               | -                    | -                    | -                    | -           | -           | -           | 23     | 2      |
| 2009-2010         | Birkirkara        | PL                | 27         | 12         | CM              | ?               | ?               | EL                   | 2                    | 0                    | -           | -           | -           | 29     | 12     |
| 2010-2011         | Birkirkara        | PL                | 16         | 4          | CM              | 2               | 1               | CL                   | 1                    | 2                    | SM          | 1           | 1           | 20     | 8      |
| 2011-2012         | Birkirkara        | PL                | 17         | 4          | CM              | 1               | 0               | EL                   | 2                    | 0                    | -           | -           | -           | 17     | 4      |
| Totale Birkirkara | Totale Birkirkara | Totale Birkirkara | 83         | 22         |                 | 3               | 1               |                      | 5                    | 2                    |             | 1           | 1           | 92     | 26     |
| gen.-giu 2012     | Sliema Wanderers  | PL                | 13         | 2          | CM              | 0               | 0               | -                    | -                    | -                    | -           | -           | -           | 13     | 2      |
| 2012-2013         | Floriana          | PL                | 1          | 0          | CM              | 0               | 0               | -                    | -                    | -                    | -           | -           | -           | 1      | 0      |
| Totale Floriana   | Totale Floriana   | Totale Floriana   | 136        | 21         |                 | ?               | ?               |                      | -                    | -                    |             | -           | -           | 136    | 21     |
| Totale carriera   | Totale carriera   | Totale carriera   | 230        | 45         |                 | 3               | 1               |                      | 5                    | 2                    |             | 1           | 1           | 239    | 49     |

### Cronologia presenze e reti in nazionale
| Cronologia completa delle presenze e delle reti in nazionale ― Malta | Cronologia completa delle presenze e delle reti in nazionale ― Malta | Cronologia completa delle presenze e delle reti in nazionale ― Malta | Cronologia completa delle presenze e delle reti in nazionale ― Malta | Cronologia completa delle presenze e delle reti in nazionale ― Malta | Cronologia completa delle presenze e delle reti in nazionale ― Malta | Cronologia completa delle presenze e delle reti in nazionale ― Malta | Cronologia completa delle presenze e delle reti in nazionale ― Malta |
| Data                                                                 | Città                                                                | In casa                                                              | Risultato                                                            | Ospiti                                                               | Competizione                                                         | Reti                                                                 | Note                                                                 |
| -------------------------------------------------------------------- | -------------------------------------------------------------------- | -------------------------------------------------------------------- | -------------------------------------------------------------------- | -------------------------------------------------------------------- | -------------------------------------------------------------------- | -------------------------------------------------------------------- | -------------------------------------------------------------------- |
| 25-2-2006                                                            | Attard                                                               | Malta                                                                | 0 – 2                                                                | Moldavia                                                             | Amichevole                                                           | -                                                                    |                                                                      |
| 4-6-2006                                                             | Düsseldorf                                                           | Giappone                                                             | 1 – 0                                                                | Malta                                                                | Amichevole                                                           | -                                                                    |                                                                      |
| 3-3-2010                                                             | Attard                                                               | Malta                                                                | 1 – 2                                                                | Finlandia                                                            | Amichevole                                                           | -                                                                    |                                                                      |
| 13-5-2010                                                            | Aquisgrana                                                           | Germania                                                             | 3 – 0                                                                | Malta                                                                | Amichevole                                                           | -                                                                    |                                                                      |
| 18-8-2011                                                            | Attard                                                               | Malta                                                                | 2 – 1                                                                | Rep. Centrafricana                                                   | Amichevole                                                           | -                                                                    |                                                                      |
| Totale                                                               |                                                                      | Presenze                                                             | 5                                                                    |                                                                      | Reti                                                                 | 0                                                                    |                                                                      |

## Palmarès

### Club

#### Competizioni nazionali
- Campionato maltese: 1

Birkirkara: 2009-2010